# Cirujano de hierro
El cirujano de hierro fue una expresión ambigua acuñada por Joaquín Costa, autor y político regeneracionista, tras la crisis del 98, para referirse a la figura encargada de curar los males de España.
La propuesta del cirujano costiano quedó recogida por primera vez en su obra Oligarquía y caciquismo como forma actual de gobierno en España: urgencia y modo de cambiarla, publicada en 1902:

(...) Esa política quirúrgica, repito, tiene que ser cargo personal de un cirujano de hierro, que conozca bien la anatomía del pueblo español y sienta por él una compasión infinita (...)
Joaquín Costa (1902). Oligarquía y caciquismo como forma actual de gobierno en España: urgencia y modo de cambiarla.

Esta figura, que debería presentar cualidades fundamentalmente espirituales, sería el encargado de llevar a cabo una política encaminada a eliminar el caciquismo al margen del Parlamento para ayudar a mejorar al país, una suerte de dictador benévolo. La figura podría ser entendida como una versión española del superhombre nietzscheano. Producto del desengaño de Costa con el sistema político de la Restauración, la apelación al cirujano se sitúa en el marco de su progresiva radicalización política. Costa se defendió de las críticas recibidas sosteniendo que el cirujano de hierro no tenía que ser identificado necesariamente con un dictador.
Las ideas de Costa fueron un motivo recurrente en los escritos de Miguel Primo de Rivera, que se veía a sí mismo como el cirujano de hierro, incorporándose al mensaje del discurso regeneracionista difundido por el Directorio Militar de la dictadura. La postura de Costa, que llegó a ser identificada por Enrique Tierno Galván como protofascista, guardaría en cambio según Sebastian Balfour más relación con el liberalismo decimonónico de índole pretorianista que con los totalitarismos del siglo xx.